# Georg Bluen
Georg Bluen ou Blün (né le 24 juillet 1878 à Worms, mort le 12 mai 1941 à Berlin-Kreuzberg) est un réalisateur et producteur de cinéma allemand.

## Biographie
La carrière de Bluens est très peu connue. Son père est August Blun, marchand juif, sa mère Régine Lyon est également juive. Il va au gymnasium dans sa ville natale de Worms et rejoint l'industrie du cinéma en 1910. Il travaille d'abord pour la branche allemande de la société de production française Gaumont. En 1915, il commence à produire des films de manière indépendante et rejoint un peu plus tard la société de production de la vedette de cinéma muet d'origine américaine Fern Andra, Andra-Film. En 1917, Bluen devient son partenaire commercial et les deux sociétés produisent désormais des films d'Andra sous l'enseigne Fern Andra Film Co. Georg Bluen (Berlin).
Certains de ces films extrêmement pathétiques, des drames et des mélodrames extrêmement émotionnels sont également réalisés par Blen (parfois avec Andra). En 1922, on croit qu'il a eu un accident d'avion et, un jour après ses blessures, il serait décédé avec Andra et l'aviateur Lothar von Richthofen à Hambourg. Cependant, ces allégations ne sont pas confirmées. Bluen est producteur jusqu'en 1925, année où prend fin sa collaboration avec Fern Andra. On recense un Bluen à Berlin jusqu'en 1932. Après cela, on prend la trace de Georg Bluen. Avec les lois nazies en 1933, il ne peut plus travailler. On ignore s'il s'est suicidé ou est décédé d'une mort naturelle.

## Filmographie

### Comme producteur
- 1915 : Gesprengte Ketten (de)
- 1915 : Geheimnisvolle Gewalten
- 1916 : Wenn Menschen reif zur Liebe werden (de)
- 1916 : Ernst ist das Leben
- 1917 : Der Seele Saiten schwingen nicht (de)
- 1917 : Ein Blatt im Sturm … doch das Schicksal hat es verweht
- 1917 : Des Lebens ungemischte Freude (de)
- 1918 : Die nach Glück und Liebe suchen
- 1918 : Auf des Lebens rauher Bahn (de)
- 1918 : Drohende Wolken am Firmament (de)
- 1918 : Um Krone und Peitsche
- 1918 : Frühlingsstürme im Herbste des Lebens (de)
- 1919 : Zwei Menschen (de)
- 1920 : Madame Récamier (en)
- 1920 : Saferndri, die Tänzerin von Dschiapur (de)
- 1919 : Die Rache des Titanen
- 1919 : Gebannt und erlöst (de)
- 1921 : Des Lebens und der Liebe Wellen
- 1922 : Praschnas Geheimnis
- 1923 : Der rote Reiter
- 1924 : Die Liebe ist der Frauen Macht
- 1925 : Knock out (court métrage)

### Comme réalisateur
- 1916 : Der Todessprung (avec Fern Andra)
- 1918 : Auf des Lebens rauher Bahn
- 1918 : Um Krone und Peitsche
- 1919 : Die Rache des Titanen
- 1919 : Gebannt und erlöst
- 1920 : Saferndri, die Tänzerin von Dschiapur
- 1924 : Die Liebe ist der Frauen Macht

## Crédit d’auteurs
- (de) Cet article est partiellement ou en totalité issu de l’article de Wikipédia en allemand intitulé « Georg Bluen » (voir la liste des auteurs).